# Marc Chalosse
Marc Chalosse (né en 1963 à Paris) est un instrumentiste (claviers) et compositeur de musique électronique.
Son travail de compositeur s’exprime dans des formats et des styles variés allant de l'électroacoustique au remix. Il compose également pour le théâtre, la danse et le cinéma documentaire. En tant qu’instrumentiste, il a collaboré avec de nombreux musiciens dans des styles allant des musiques improvisées à la techno.

## Biographie
Entre 1997 et 2001, il est membre du collectif Toy Sun, où DJ et instrumentistes (Club Pit-Inn de Tokyo), enregistrement d'un EP (Comet Records).
En 2002, il est l'auteur, sous le pseudonyme de Lipitone, du CD Nuit sur écoute : Bougouni.
Membre du collectif d'improvisateurs Around three garden, avec Benoît Delbecq, Gilles Coronado, Eric Vernhes et Serge Adam, il enregistre deux CD (label Quoi de neuf Docteur),.
Il participe au concert en 2006 dans le cadre du festival Présences Electronique de Radio France (commande de création de l'INA/GRM) .

## Discographie

### Albums personnels
- 2001 : Artaud Remix (Signature/Radio France)
- 2002 : Lipitone, Nuit sur écoute : Bougouni (Frikyiwa)
- 2006 : Paris : NY : Tokyo : Berck-Plage (RandomBias)[7]

### Albums en collaboration
- 1991 : Correspondances (CD) de Daniel Beaussier avec Christophe Wallemme, Christophe Marguet et Noël Akchoté[8]
- 1992 :  Music In My Mind (CD) avec Sangoma Everett, François Théberge et Thomas Bramerie (label Pannonica Records PA 003) [9].
- 1999 : Toy Sun (Vinyl EP) avec Gregor Hilbe, John Silverman et DJ Nem (label Comet Records)[10]
- 2001 : Haute Fréquence 4.1 (CD) avec Serge Adam, Gilles Coronado, Benoît Delbecq et Eric Vernhes (label Quoi de neuf Docteur)[11]
- 2001 : Various - Signature Sampler #2 - L'Aventure Sonore (label Signature)[12]
- 2002 : Unreasonable Live Laurent Garnier (DVD), (label F communications)[13]
- 2003 : Around 3 Gardens (CD) avec Serge Adam, Gilles Coronado, Benoît Delbecq et Eric Verhnes (label Quoi de neuf Docteur)[14]
- 2003 : La Nébuleuse - Continentale (CD), Collectif HASK (label Plush / Hask)[15]
- 2004 : Sacré Live, Frédéric Galliano and the African Divas, (CD), (label F communications)[16]
- 2005 : La musique Des Maquis - Bon Coin (compilation CD label Frikyiwa / Nocturne)[17]
- 2005 : The Cloud Making Machine, Laurent Garnier (CD et vinyle), (label F communications)[18]
- 2006 : Beat box, Steve Arguëlles (CD), (label Plush)[19]
- 2007 : Histoire de Jeanne, prix Luc Ferrari 2007 (label la Muse en Circuit / Radio France)[20]
- 2010 : 10 Titres Essentiels (Que Vous Ne Connaissez Pas Encore), CD compilation du magazine Tsugi[21].
- 2013 : MVAT MVCT MLWY, The Delano Orchestra (label Kütu Folk)[22]

## Créations pour le théâtre et la danse
- 1997 : Cyrano de Bergerac, Jérôme Savary, Théâtre National de Chaillot[23]
- 2002 : Portraits dansés de Philippe Jamet (Biennale de Venise et tournée mondiale)[24]
- 2003 : Si loin, si proche de Philippe Jamet (Ferme du buisson et tournée)
- 2005 : Big Blue Eyes, de Dorothée Zumstein [25], avec Julie Binot et compagnie Les Gemmes (Scène Nationale de Clermont-Ferrand)
- 2006 : Ritual do Brasil de Philippe Jamet (Sao Polo, Paris et tournée)
- 2006 : De qui sommes-nous les abeilles ? de Dorothée Zumstein, avec Julie Binot et Eric Verhnes, compagnie Les Gemmes (Scène Nationale de Clermont-Ferrand)
- 2007 : L'atelier Tarkos, d'après des textes de Christophe Tarkos avec Julie Binot et Gwenaël Salaün(Festival Accès(s))[26]
- 2007 : Hedda Gabbler, Richard Brunel (Théâtre de la Colline[27] et CDN  de Besançon)[28]
- 2007 : La saveur de l’autre de Philippe Jamet (la Maison des Métallos et tournée)
- 2008 : Migrances, Eric Massé (Les Subsistances, Lyon)
- 2009 : Albert Herring, Richard Brunel / Laurence Equilbey (Opéra de Rouen, Opéra Comique)
- 2009 : Rirologie, Eric Massé (Théâtre des Célestins, Lyon)
- 2009 : La chambre noire[29], d’après le journal d’Alix Cléo Roubaud (Cie Athra)
- 2010 : Mythomanies Urbaines, Eric Massé (Comédie de Valence, Comédie de St Étienne, Théâtre de St Genis-Laval)
- 2010 : Amphytrion, Hervé Dartiguelongue  (Théâtre Jean Vilar à Montpellier)[30]
- 2011 : La peau cassée de Sony Labou Tansi, compagnie Les Gemmes, mise en scène de Julie Binot (Le petit vélo, Clermont-Ferrand)[31]
- 2013 : Albert Herring, Richard Brunel (Opéra de Toulouse, le Capitole)
- 2013 : Off Maldoror, d'après Les Chants de Maldoror de Lautréamont avec Xavier Picou, texte additionnel de Lancelot Hamelin dmise en scène de Julie Binot[32].
- 2016 : #7 de Philippe Vuillermet (IX compagnie) [33]

## Créations radiophoniques
- 2006 : Paris : NY : Tokyo : Berck-Plage, montage court (20 min) pour l'Atelier de Création Radiophonique de France Culture
- 2007 : Histoire de Jeanne, prix Luc Ferrari 2007 (la Muse en Circuit/Radio France)[34],[35]
- 2010 : Portrait de Song Jin-Ok avec la participation de Christian Zanési, Jacques Roubaud, Julie Binot... (France Musique, émission Tapage Nocturne)

## Créations pour le cinéma
- 2007 : Yeresoroko d’Anne-Laure de Franssu[36]
- 2009 : Sombras d’Oriol Canals (Cannes 2009, sélection Acid)[37]
- 2011 : Indices de Vincent Glenn
- 2013 : L’Italie de Erri de Luca et Claudio Magris de Nicolas Autheman (production Arte / Les poissons volants)[38]
- 2019 : Le Ressac d'Anne-Laure de Franssu [39]

## Réalisation cinématographique
- Noël et Jérémi, court-métrage sonore en images fixes (production Compagnie les Gemmes 2008)

## Publications
- 1995 : Steve Swallow, Improvisations (transcriptions de solos), Ed. Henry Lemoine [40]
- 2002 et 2005 : Revue Europe spécial Antonin Artaud, entretien avec Evelyne Grossman à propos d'Artaud Remix (janvier/février 2002 et réédition 2005)[41],[42]